# Мемориал погибшим воинам и участникам Великой Отечественной войны (Столбы)
«Мемориал погибшим воинам и участникам Великой Отечественной войны» — мемориальный комплекс, посвящённый памяти воинов погибших в годы Великой Отечественной войны в селе Столбы, Хатырыкского наслега, Намского улуса, Республики Саха (Якутия). Памятник истории регионального значения.

## Общая информация
После завершения Великой Отечественной войны в городах и сёлах республики Якутия стали активно возводить первые памятники и мемориалы, посвящённые павшим солдатам. Мемориал в селе Столбы Намского улуса был установлен в 1982 году по инициативе секретаря партийного комитета совхоза им. М. К Аммосова Прокопия Ивановича Алексеева, по проекту скульптора Агафангела Ивановича Лукина, который сам принял участие и возглавил строительные работы. Деньги на возведение памятника были собраны местными жителями. Мемориальный комплекс был размещён в центре населённого пункта по улице Аммосова.

## История
По архивным данным, в годы Великой Отечественной войны 85 человек из Хатырыкского наслега были призваны и сражались на фронте, из них 56 человек погибли и без вести пропали, 29 человек вернулись на Родину в Якутию.

## Описание памятника
Сам памятник представляет собой фронтальную композицию, состоящую из нескольких объектов. В центральной части расположен обелиск прямоугольной формы, сверху которого установлен бюст солдата. Высота обелиска 6,45 метров. На лицевой стороне нанесена надпись «Вечная слава воинам павшим в боях за Родину» и макет ордена Победы. Спереди на постаменте размещена скульптура женщины с ребенком, покрашена в золотистый цвет. Памятник размещён на двухступенчатом основании. С обеих сторон обелиска расположились стелы треугольной формы. Впереди стел установлены тумбы, на которые прикреплены памятные доски из пластика с именами 104 участников Великой Отечественной войны. Вся композиция установлена на бетонное основание. На этом же основании возведены элементы: вечный огонь в виде пятиконечной звезды и солдатская каска из бетона. Территория около памятника огорожена забором из металла.
К 70-летию Великой Победы мемориальный комплекс был обновлён и улучшен. Установлено освещение огнями прожектора. Список ветеранов войны высечен на мраморных плитах.
Все торжественные мероприятия села проводятся у данного Мемориала.
В соответствии с приказом Министерства культуры и духовного развития Республики Саха (Якутия) «О включении выявленного объекта культурного наследия „Мемориал погибшим воинам и участникам Великой Отечественной войны“, расположенного по адресу: Республика Саха (Якутия), Намский улус (район), Хатырыкский наслег, с. Столбы, ул. Аммосова, 22/1» памятник внесён в реестр объектов культурного наследия народов Российской Федерации и охраняется государством.